# Room Alone
Room Alone è una serie televisiva thailandese prodotta da GMMTV e trasmessa su One31 dal 25 ottobre 2014 al 12 gennaio 2016, in due stagioni: la prima denominata "Room Alone 401-410" e la seconda "Room Alone 2".

## Trama
Le vicende nascono in una palazzina in cui vivono diversi ragazzi e ragazze, ognuno nel proprio appartamento, tutti accomunati dallo stesso problema: la solitudine.

## Personaggi e interpreti

### Principali
- Jaegun (stagioni 1-2), interpretata da Anchasa Mongkhonsamai "Bifern".
- Terk (stagioni 1-2), interpretato da Chatchawit Techarukpong "Victor".
- Tul (stagioni 1-2), interpretato da Jirakit Kuariyakul "Toptap".
- View (stagioni 1-2), interpretato da Jirakit Thawornwong "Mek".
- Men (stagioni 1-2), interpretato da Pariyawit Suwittayawat "Kikey".
- Snow (stagioni 1-2), interpretata da Worranit Thawornwong "Mook".
- Camp (stagioni 1-2), interpretato da Natthawat Chainarongsophon "Gun".
- Min (stagioni 1-2), interpretata da Phakjira Kanrattanasood "Nanan".
- Baitoey, interpretata da Maripha Siripool "Wawa".
- Earng, interpretato da Achirawich Saliwattana "GunAchi".
- Puen (stagioni 1-2), interpretato da Jumpol Adulkittiporn "Off".
- Gang (stagione 2, ricorrente 1), interpretato da Phurikulkrit Chusakdiskulwibul "Amp".
- Ray (stagione 2, ricorrente 1), interpretato da Thitipoom Techaapaikhun "New".
- Tent (stagione 2, ricorrente 1), interpretato da Sattaphong Phiangphor "Tao".

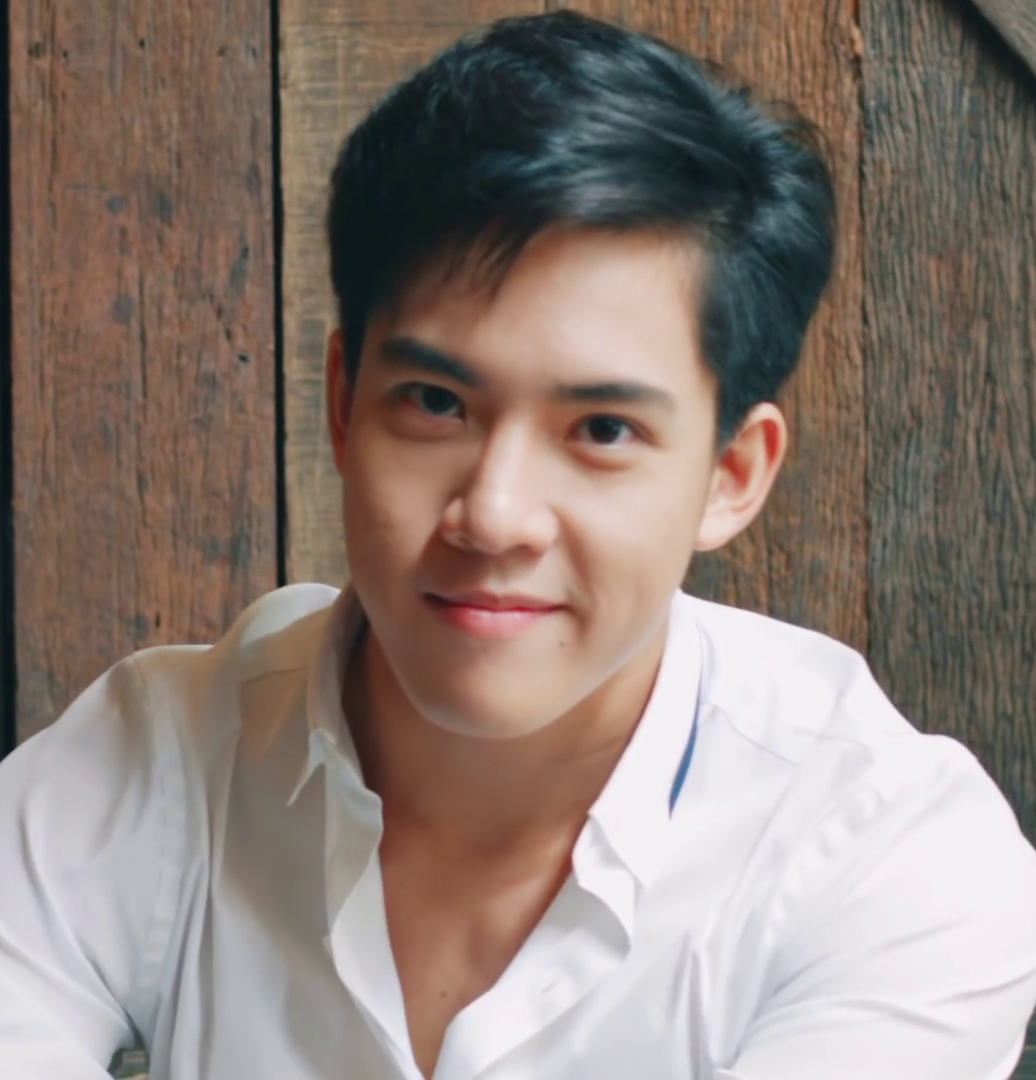
Chatchawit Techarukpong
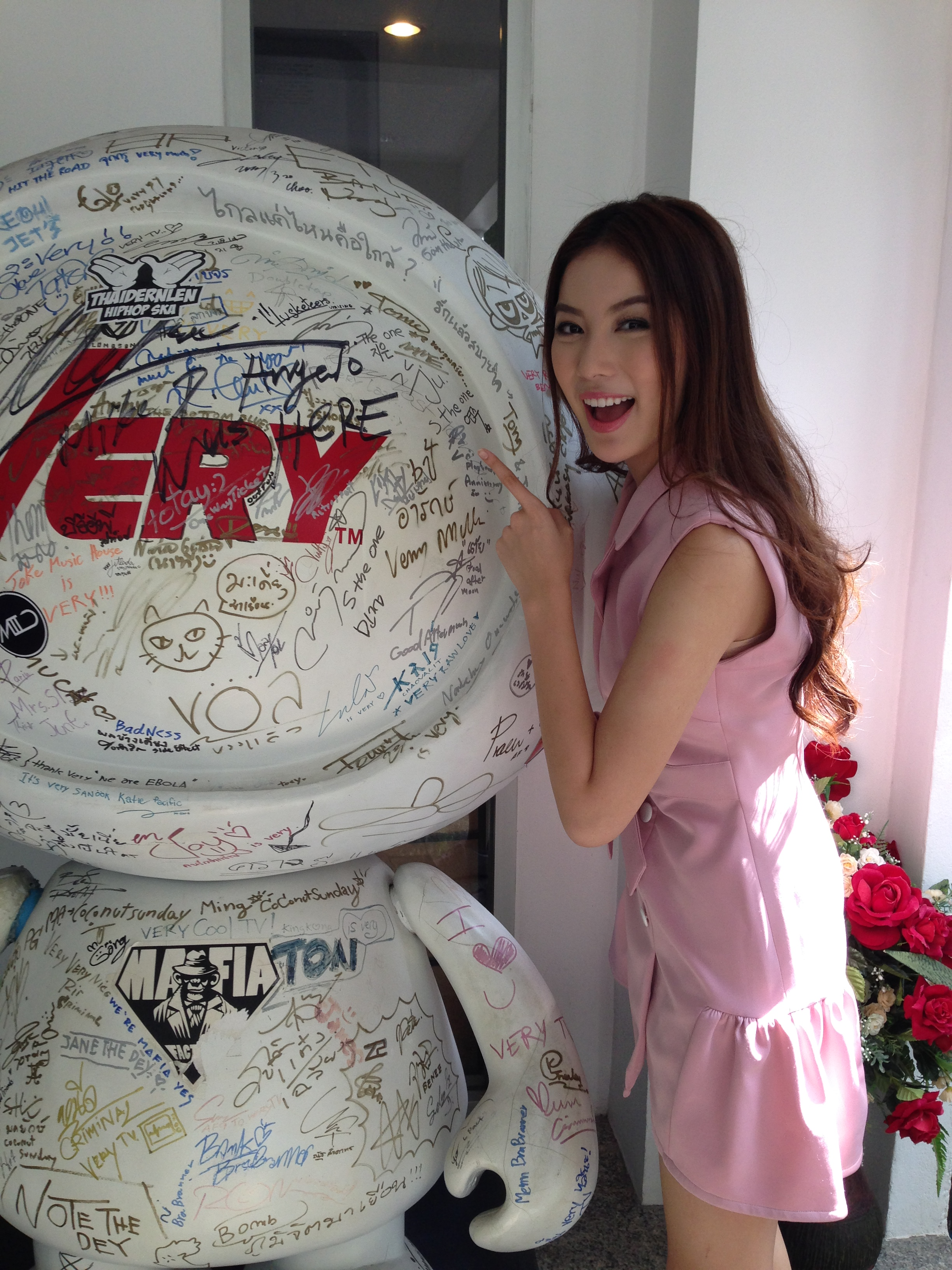
Worranit Thawornwong
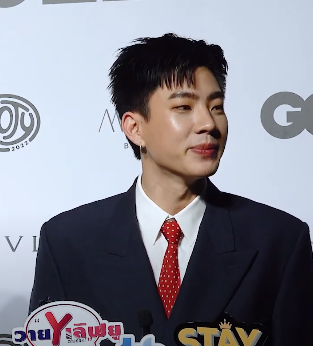
Jumpol Adulkittiporn
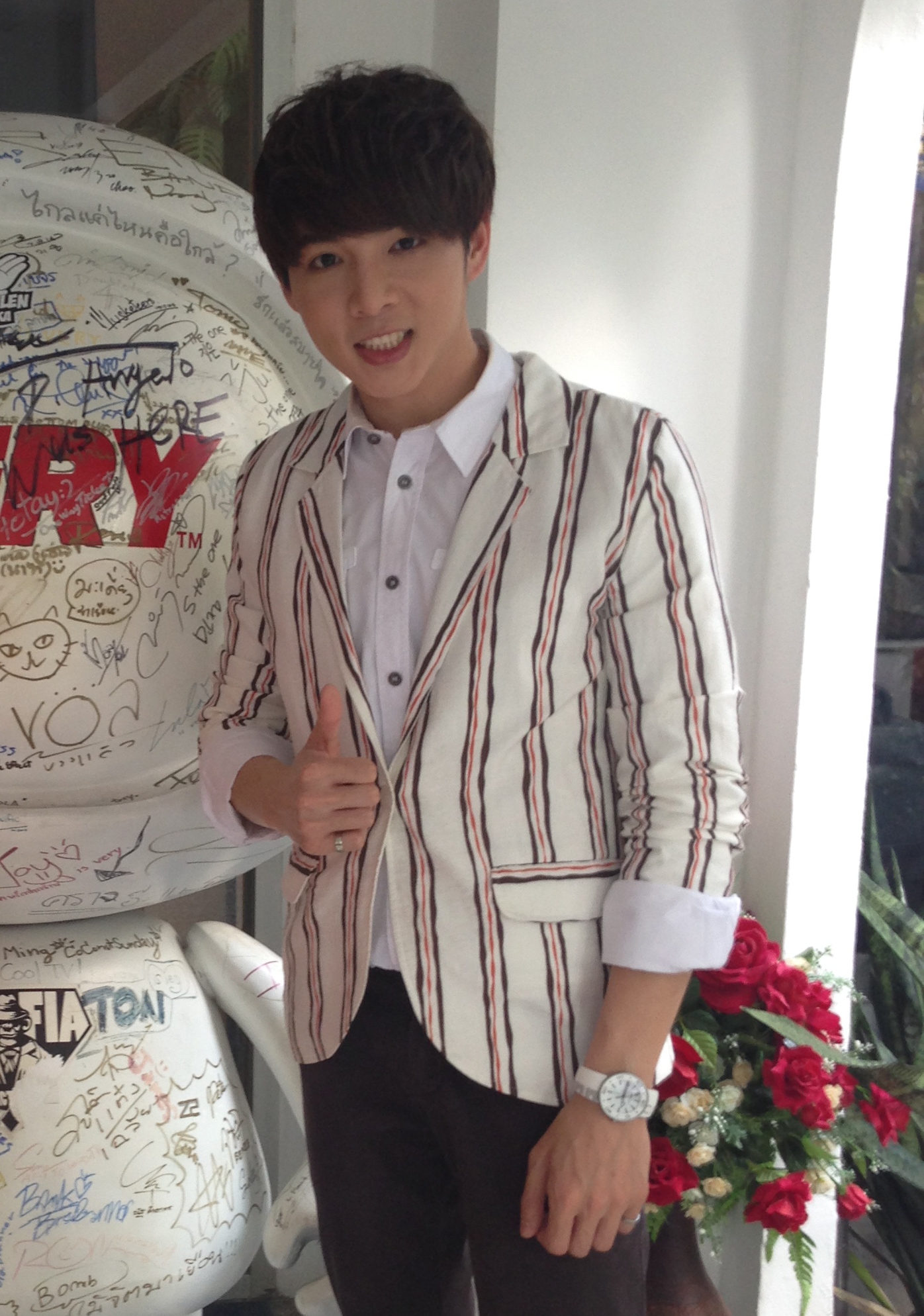
Phurikulkrit Chusakdiskulwibul
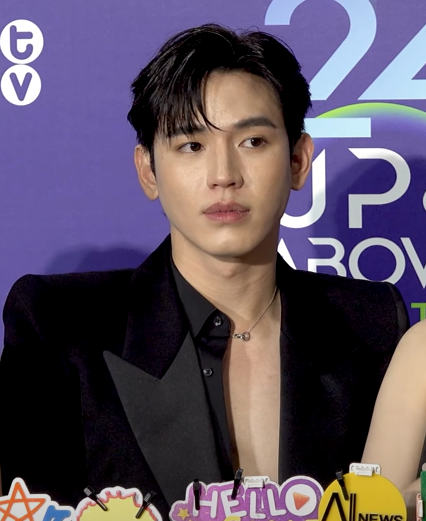
Thitipoom Techaapaikhun

## Episodi
| Stagione         | Episodi | Prima TV  |
| ---------------- | ------- | --------- |
| Prima stagione   | 10      | 2014      |
| Seconda stagione | 15      | 2015-2016 |